# وسپرم‌وارشانی
وسپرم‌وارشانی (به مجاری:  Veszprémvarsány) یک شهرداری در مجارستان است که در ناحیه پانون‌هالما واقع شده‌است. وسپرم‌وارشانی ۲۱٫۱۹ کیلومتر مربع مساحت و ۱٬۰۳۶ نفر جمعیت دارد.